# حادث تحطم طائرة وزارة الدفاع الروسية 2016
حادث تحطم طائرة وزارة الدفاع الروسية هو حادث وقع يوم 25 ديسمبر 2016 حيث اختفت طائرة عسكرية روسية من طراز توبوليف تو 154 تابعة لوزارة الدفاع الروسية، عقب إقلاعها بوقت قصير من مطار سوتشي الدولي في طريقها إلى قاعدة حميميم الجوية في سوريا تحمل 92 شخصًا بينهم ضباط وعسكريون، ومجموعة من الإعلاميين بالقنوات الروسية الحكومية و42 عضوًا من فرقة ألكسندروف العسكرية، ليُعلن لاحقا عن تحطمها ومصرع جميع من على متنها.

## ردود الفعل

### المحلية
- أعلن الرئيس الروسي فلاديمير بوتين الحداد يوم الإثنين، وفتح تحقيق في الحادث الذي خلف خسارة مادية وبشرية كبيرة.[4]
- عُثر على أول صندوق أسود للطائرة وذلك في يوم الثلاثاء السابع والعشرون من ديسمبر.
- ثم لاحقا عُثر على الصندوق الأسود الثاني للطائرة.